# Celeste Cid
María Celeste Cid (San Cristóbal, 19 de janeiro de 1984), mais conhecida como Celeste Cidade, é uma atriz argentina.

## Biografia e carreira
María Celeste Cid nasceu em 19 de janeiro de 1984, cresceu no bairro de San Cristóbal na cidade de Buenos Aires na Argentina. A carreira de atriz começou aos treze anos quando ela decidiu pedir a tia a levá-la a um lançamento das chiquititas de tiaras infantis. Depois de Vere del 98, Celeste recebeu a oferta para  sua primeira protagonista, juntamente com Emanuel Ortega em Enamorarte. 
Em 2002, ela faz parte da ópera  Franco Buenaventura El Profe. Ela interpretou uma jovem estudante que acabou tendo um relacionamento com seu professor. Em 2003, ela interpretou Julia Malaguer Podestá em Resistiré onde compartilhou com Pablo Echarri.  
Em 2008, ela estrelou seu primeiro filme Motivos para Não Enamorarse com Jorge Marrale. Mais tarde, ela retorna como a protagonista da minissérie Dirigime La Venganza que foi transmitida através do Portal Network Real. 
Nesta ficção, o usuário analisa os capítulos de acordo com o personagem que ela escolhe e no final de cada transmissão, ele deve votar no melhor destino para a história. Em 2009, ela estrelou em Eva & Lola dirigida pela cineasta Sabrina Farji. 
Na televisão, ela interpretou Vera Santoro em Viudas e Hijos Del Rock & Roll na emissora Telefe. Em 2015, ela estrelou o filme La Parte Ausente, junto com Alberto Ajaka. 
Em 2017, ela estrelou a série Las Estrellas ainda no Canal 13 junto com Marcela Kloosterboer, Violeta Urtizberea, Natalie Pérez e Justa Bustos.

## Filmografia

### Televisão
| Ano       | Titulo                           | Papel                             | Notas |
| --------- | -------------------------------- | --------------------------------- | ----- |
| 1997-1998 | Chiquititas                      | Bárbara "Barbarita" Ramírez       |       |
| 1999-2000 | Verano del '98                   | Yoko Vázquez                      |       |
| 2001      | EnAmorArte                       | Celeste Serrano / Celeste Miguens |       |
| 2002      | Franco Buenaventura, el profe    | Carolina Peña                     |       |
| 2003      | Resistiré                        | Julia Malaguer Podestá            |       |
| 2004      | El Deseo                         | Cartonera                         |       |
| 2004      | Locas de amor                    | Zara Ohañak                       |       |
| 2005      | Botines                          | Jazmín                            |       |
| 2005      | Conflictos en red                | Florencia                         |       |
| 2005      | Ambiciones                       | Nina Cárdenas                     |       |
| 2006      | Mujeres Asesinas                 | Lucía / Cecilia / Ramona          |       |
| 2007      | Televisión por la identidad      | Julia                             |       |
| 2008      | Mujeres Asesinas                 | Victoria                          |       |
| 2008      | Fundación Huésped: Oportunidades | Nora                              |       |
| 2009      | Dirigime: la venganza            | Laura                             |       |
| 2010      | Para vestir santos               | Malena San Juan                   |       |
| 2011      | Contra las cuerdas               | Juana                             |       |
| 2011      | El puntero                       | Guillermina Ruiz                  |       |
| 2012-2013 | Sos mi hombre                    | Camila Garay                      |       |
| 2014-2015 | Viudas e hijos del Rock & Roll   | Vera Santoro / Vera Bettini       |       |
| 2016      | Si solo si                       | Berenice                          |       |
| 2017-2018 | Las Estrellas                    | Virginia Estrella                 |       |
| 2018      | Pasado de Copas: Drunk History   | Ava Gardner                       |       |
| 2019      | Otros pecados                    | Lola                              |       |
| 2019      | Monzón                           | Susana Giménez                    |       |
| 2019      | El host                          |                                   |       |
| 2020      | Separadas                        | Martina Soria / Martina Rivero    |       |

### Cinema
| Ano  | Titulo                      | Papel              | Notas |
| ---- | --------------------------- | ------------------ | ----- |
| 2008 | Motivos para no enamorarse  | Clara              |       |
| 2010 | Eva & Lola                  | Eva                |       |
| 2012 | The German Friend           | Sulamit Löwenstein |       |
| 2014 | Aire libre                  | Lucía              |       |
| 2015 | La parte ausente            | Lucrecia           |       |
| 2016 | Artax: Un nuevo Comienzo    | Mariana            |       |
| 2020 | Hasta el cielo ida y vuelta |                    |       |